# The Coptic Encyclopedia
The Coptic encyclopedia (Коптская энциклопедия) — восьмитомная энциклопедия, посвящённая истории и культуре коптов. Издана в 1991 году коллективом из более чем 250 учёных под руководством египетского коптолога Азиза Сурьяла Атийя при поддержке патриарха Шенуды III, Фонда Рокфеллера, NEH и других.
Идея создания такой специализированной энциклопедии принадлежит Азизу Атийи, который в 1953 году предложил основать общество для изучения коптского наследия, которому долгое время не уделялось должного внимания. В следующем году был основан Институт коптских исследований, который возглавил сам Атийя. Вокруг этого учреждения начала формироваться группа учёных, включая известных коптологов Сами Габра, Лабиб Хабачи и Мурад Камил. В этот период создание энциклопедии обсуждалось, но в тот момент это не было основным направлением деятельности института. В 1955 году Атийя принял приглашение начать преподавательскую деятельность в США, и в своё отсутствие он передал пост директора Института Габре. В 1976 году идея создания энциклопедии обсуждалась на международном Коптологическом конгрессе в Каире, в своём приветственном послании этому собранию её поддержал патриарх Шенуда III. В результате была основана IACS (Международная Ассоциация Коптских исследований, International Association for Coptic Studies), был сформирован спосок будущих участников проекта. Затем А. Атийя начал формировать перечень статей будущей энциклопедии и искать источники финансирования проекта. В июле 1977 года американская организация National Endowment for the Humanities одобрила выделения средств, и в сентябре 1979 года проект «The Coptic encyclopedia» был официально запущен. Дополнительное финансирование проекту предоставил египетский бизнесмен коптского происхождения Мунир Фахри Абдель Нур.
В марте 1980 года при поддержке Фонда Рокфеллера прошла первая встреча участников проекта, на которой были определены практические шаги и была назначена редакционная коллегия. Три заседания коллеги прошли в Швейцарии в 1982, 1984 и 1985 годах. В 1988 году скончался Азиз Атийя и работа была завершена под руководством его супруги Лолы и директора Центра Ближнего Востока Ли Л. Бина (Lee L. Bean).
В 2009 году Школа Религий Университета Клермонта в Калифорнии получила право обновления и онлайн-публикации Коптской энциклопедии.